# Barry Barnes (allenatore di pallacanestro)
Barry Barnes (Melbourne, 29 marzo 1942) è un allenatore di pallacanestro ed ex cestista australiano.

## Carriera
Da giocatore, ha vestito la maglia dell'Australia; si è ritirato nel 1970.
Ha allenato proprio la Nazionale australiana dal 1993 al 2000; in precedenza aveva ricoperto il ruolo di assistente dal 1985 al 1993. Da capo allenatore della Nazionale ha vinto 119 partite, perdendone 53.

## Palmarès
- Basketball Australia Hall of Fame (2007)
- National Basketball League Coach of the Year (1980)